# Programa de entrevistas

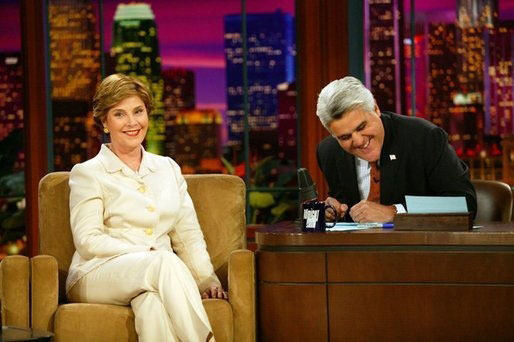
Imagen de The Tonight Show, un programa de debate que combina entrevistas con humor. Aquí, el presentador (Jay Leno) charla con la ex primera dama estadounidense, Laura Bush.

Un programa de entrevistas es un programa de televisión centrado en escuchar la opinión de uno o varios invitados, a veces en formato de debate. A los programas de este tipo que se desarrollan alrededor de la medianoche se les denomina programa de medianoche (del inglés late night show).
Son programas en los que los protagonistas, personas comunes y corrientes que no pertenecen al mundo de la televisión, son entrevistadas por el presentador con el fin de que den testimonio de experiencias personales que están viviendo o han vivido en algún momento de su vida. Suelen ser temas relacionados con problemas sociales, familiares o sexuales que consiguen captar la atención de los telespectadores porque interpelan a sus sentimientos e incluso muchos pueden sentirse identificados con algunos de los testimonios.
En este tipo de programas, por lo tanto, hay un contacto inmediato entre el presentador y las personas invitadas. Además, en algunas ocasiones también intervienen especialistas en diversas áreas (sicólogos, abogados, sociólogos) que pueden participar con sus opiniones desde una perspectiva más profesional según el tema tratado. Y por último, tanto el público desde el mismo plató como los telespectadores a través del teléfono, pueden intervenir opinando bien a favor del invitado o rebatiendo lo que este dice (este suele ser el caso de personas aludidas que mantienen algún tipo de relación con el invitado entrevistado y no están de acuerdo con su testimonio).
Su origen se remonta a los años 1950 cuando, en Estados Unidos, aparecieron vinculados a los programas de variedades. Hacia finales de los años 1960, El show de Phil Donahue comenzó un nuevo estilo en los medios que consistía en compartir información interesante, cuestionar y ventilar cuestiones diversas. A finales de los años 1970 y durante la década de 1980, esta tendencia se desplazó hacia las confesiones de celebridades y la destrucción de tabúes. En los 1990, la temática que predominaba era la de revelar secretos que nunca antes se habían contado a otras personas.
Para los años 2000 y 2010, los talk shows simplemente se centran en relatar vivencias personales dentro de una temática prefijada que suele cambiar en cada emisión del programa. Entre los programas de entrevistas más exitosos figuran The Oprah Winfrey Show, The Tonight Show, The Jerry Springer Show y Geraldo con Geraldo Rivera.

## Programa de entrevistas en el mundo hispanohablante

### Argentina
La diva Moria Casán destacó en los programas Amor y Moria, La noche de Moria y Entre Moria y vos, si bien, históricamente, el programa de debate más importante de este país ha sido el clásico Susana Giménez.
Hacia 2003 los programas de entrevistas desaparecieron de la pantalla argentina para dar lugar a otros formatos.

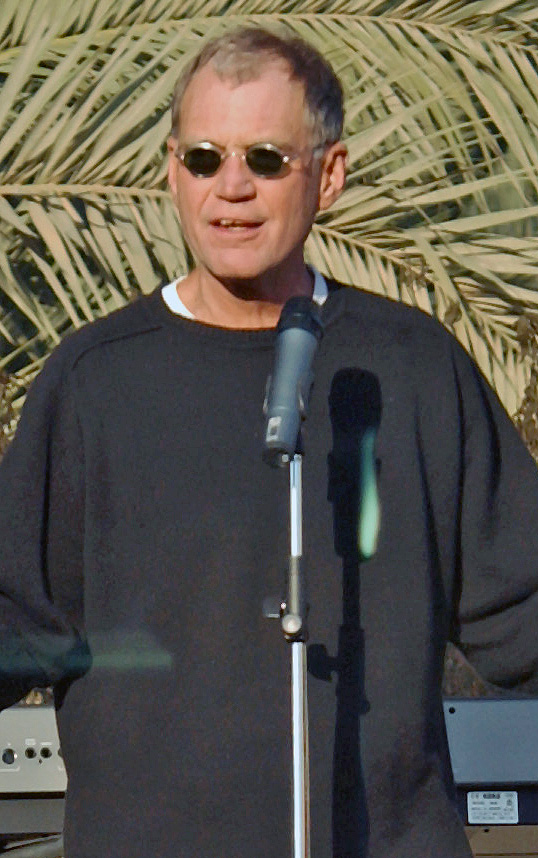
El presentador del programa de entrevistas David Letterman.

En 2011 retorna el formato del programa de debate, pero en esta ocasión de la mano de la actriz y conductora Andrea Politti por América con el ciclo Los unos y los otros que continuará al aire en el 2013 con su 3.ª temporada.

### Chile
En Chile han existido dos programas de entrevistas que han alcanzado cierto éxito: Cuéntame con Paulina Nin de Cardona en TVN, en los años 1990, y, más recientemente, El Diario de Eva con Eva Gómez en Chilevisión. Uno que no tuvo mucha audiencia fue Hable con Eli con Eli de Caso en TVN, en uno de los múltiples intentos por reformular Buenas Tardes Eli.
Recientemente estuvo el ya desaparecido programa de entrevistas de TVN Animal Nocturno, con el difunto animador Felipe Camiroaga.
Otro programa es La Tumba Será de los Libres

### Colombia
Entre los programas de entrevistas más destacados en Colombia está Yo, José Gabriel, quien lleva más de 20 años entrevistando a las celebridades más importantes de Colombia. También está el Programa humorístico The Suso's Show estrenado por el canal de televisión local Telemedellín quien consiguió alta cuota de pantalla en muy poco tiempo. Cuota de pantalla que se ve aumentada posteriormente cuando el Canal Privado RCN Televisión compra los derechos de transmisión. Ahora está con el canal Caracol. 

### España
En España, dentro del amplia variedad que abarca la expresión inglesa talk show se pueden rastrear diferentes subgéneros que poco a nada tienen en común:
- Programas de entrevistas a personajes públicos de especial relevancia en los ámbitos político, social, económico o cultural. Son tan antiguos como la propia televisión en el país, pudiendo ser su primer exponente el espacio Tele-Madrid (1957), presentado por Tico Medina y Yale. Este tipo de espacios tuvieron su apogeo en las décadas de 1970, 1980 y 1990 para luego entrar en una fase declive que se ha mantenido en el tiempo. Algunos ejemplos notables fueron Estudio abierto (1970-1985), con José María Íñigo, A fondo (1976-1981), con Joaquín Soler Serrano, Dos por dos (1978), Buenas noches (1982-1984) y Queremos saber (1992-1993), todos ellos con Mercedes Milá, De cerca (1980-1981), con Jesús Hermida, Autorretrato (1984-1985), con Pablo Lizcano (1984-1985), El perro verde (1988), con Jesús Quintero, La luna (1989-1990), con Julia Otero o La noche abierta (1998-2003), con Pedro Ruiz y en el ámbito estrictamente político Españoles (1983), con Victoria Prego y Centros de poder (1994-1995), con Julia Navarro.

- Tertulias políticas. En las que periodistas especializados debaten sobre temas de actualidad política, intercalando entrevistas a representantes de los diferentes partidos. El primer gran programa que responde a este formato, una vez finalizada la dictadura franquista que los hacía inviables, fue La clave (1976-1993), con José Luis Balbín. Desde la década de 1990 empezaron a ser emitidos en horario matinal, siendo pionero Los desayunos de TVE (1994-2020), en La 1. Siguiendo el modelo aparecieron pronto similares programas en las televisiones privadas: El primer café (1996-2003) en Antena 3 y La mirada crítica (1998-2009) en Telecinco. Una vez desaparecidos de pantalla los espacios matinales especializados, las tertulias políticas se integraron en programas contendores como Espejo público o El programa de Ana Rosa. En la franja nocturna desde finales de la década de 2000 este formato ha tenido cabida, en programación de lunes a viernes, en cadenas de audiencia limitada como Intereconomía TV (El gato al agua desde 2005), 24 horas (La noche en 24 horas, desde 2008) o Trece (El cascabel, desde 2013). Junto a ellos han convivido en las grandes cadenas generalistas otros espacios de debate político en prime time como 59 segundos (2004-2012) en La 1 o La Sexta noche (2013-2022) en LaSexta.

- Tertulias de crónica social. En las que periodistas de prensa rosa debaten sobre los temas de actualidad de la crónica social o periodismo del corazón. Nacieron a principios de los años 1990 como pequeñas secciones en magazines matinales como Pasa la vida (1991-1996). Esta fórmula tendría continuidad en el tiempo en espacios de análoga naturaleza como Día a día (1996-2004), El programa de Ana Rosa (desde 2005) o Espejo público (desde 2006). No obstante, ya entrada la década de los 2000 adquirieron entidad propia y se estrenaron programas con este exclusivo contenido, siendo Telecinco la cadena de referencia en ese tipo de espacios: A tu lado (2002-2007), ¡Qué tiempo tan feliz! (2009-2017) o Viva la vida (2017-2022) son algunos de los ejemplos más destacados.

- Programas de entrevistas a personajes de la crónica social. Formato inaugurado por el programa Tómbola (1997-2004), en el que un grupo de periodistas de crónica social entrevistan a un personaje de la conocida como prensa rosa. Seguirían espacios como Salsa rosa (2002-2006), ¿Dónde estás corazón? (2003-2011),  y sobre todo Deluxe (2009-2023).

- Programas de testimonios, en los que los entrevistados son personas anónimas que relatan sus vivencias personales en asuntos de lo más variopinto ya sean cómicas o trágicas. Irrumpieron a mediados de la década de 1990 con El programa de Ana, de Ana García Lozano (1994-1996) y vivieron su auge hasta finales de la década de los 2000. Exponentes del género fueron Hablando con Gemma (1996-1997), con Gemma Nierga, Digan lo que digan (1997-1998), con Jaime Bores, Las tardes de Alicia (1999), con Alicia Senovilla y especialmente El diario de Patricia (2001-2011), con Patricia Gaztañaga.

Los espacios de entrevistas en profundidad abordando tanto temas personales como profesionales tuvieron un cierto resurgir a finales de la década de 2010 con el programa En la tuya o en la mía rebautizado como Mi casa es la tuya, con Bertín Osborne, desde 2015.

### Estados Unidos
Sin duda alguna el programa de entrevistas de habla hispana más relevante es El Show de Cristina, presentado por la cubana Cristina Saralegui. El programa llegó a su final por Univision después de 21 años al aire el 1 de noviembre del 2010 para regresar el 9 de octubre del 2011 por la cadena Telemundo con un show totalmente nuevo llamado Pa'lante con Cristina el programa es emitido todos los domingos durante 2 horas a las 7/6c por Telemundo. Los programas de entrevistas de habla hispana más vistos después del Show de Cristina son Caso cerrado, ¿Quién tiene la razón? y Casos de familia.

### México
El primer programa de debate en Hispanoamérica transmitido totalmente en vivo fue Laura de México, que en enero del 2011 ingresó a Televisa conducido por Laura Bozzo: era emitido de lunes a viernes a las 4 de la tarde por el canal de las estrellas.

### Perú
El primer programa realizado en este formato fue Fuego cruzado, un programa de debate, bajo la conducción de Eduardo Guzmán y Mariella Balbi. Pese a que su objetivo era discutir temas políticos con los panelistas, con el tiempo el programa empleó temas provocativos con la farándula; sus competidores se sirvieron del mismo recurso, aproximándose así al formato de la telerrealidad.
En el año 2000 llegó a su máximo interés, transmitiendo semanalmente 83 horas semanales de las que 34 fueron de dos programas de Laura Bozzo: Laura en América e Intimidades. Estos programas generaron controversia por el trato de sus panelistas. Otros conductores también dieron espacio a los talk show; en ese lapso, participaron Mónica Chang, Jorge Henderson, Jaime Lértora, Mónica Zevallos y Maritza Espinoza. En los últimos años, con los espacios de Laura Borlini (2006) y Laura Huarcayo (2007) la expectativa no fue significativa. En el 2005, con la presentación de la secuencia "Líos de vecinas" donde condujo Huarcayo en Lima Limón, Carlos Alcántara renunció con insultos en pleno acto.
Después de revelarse que Vladimiro Montesinos administraba el poder social de la prensa chicha y de algunos medios de comunicación, también se pudieron comprender los vínculos de Laura Bozzo para atender las necesidades de los televidentes con indiscreta propaganda fujimorista. En 2013, el fiscal anticorrupción de Perú, Julio Arvizu, incautó parte de las ganancias supuestamente procedentes del acuerdo difundido en los vladivideos. «Bozzo desarrolló métodos denominados “psicosociales” que funcionan como desvíos de la atención pública sobre los problemas reales de ese país», añadió. La periodista Carmen Aristegui, quien se encargó de entrevistar al procurador, comparó la «historia criminal» de la presentadora, que alentó la indignación con la llegada del formato a tierras mexicanas.
El regreso de los formatos de diálogos se produjo con la emisión de El francotirador en Latina, 3G en Movistar Plus y los diversos programas de temática cultural de TV Perú.

### Nicaragua
En el año 2001 nace en Nicaragua el programa Margarita te voy a contar con la inquietud de Alejandro y Margarita Pasos de utilizar su experiencia en comunicación y producción para crear un espacio entretenido en Nicaragua, que a la vez tuviera un alto valor moral y emocional y que al mismo tiempo lograra motivar a las personas a ser mejores cada día.
El año 2007 rompió los límites geográficos para el programa, y Margarita te voy a contar llegó a la televisión hispana de los Estados Unidos, siendo transmitido en las ciudades de Miami, Nueva York y Puerto Rico a través de CaribeVisión, el nuevo y ambicioso canal de televisión abierta que promete ser una refrescante nueva alternativa para los hispanos en los Estados Unidos.
En el año 2010 fue premiado en Nicaragua como mejor programa del año, siendo transmitido en países como Nicaragua por Canal 10, en EE. UU. por CentroamericaTV y Vasallo Visión y en Panamá por RCM Televisión Canal 21.
El programa llegó a su final en el año 2012, actualmente en Nicaragua no existen programas con este formato.

### Panamá
En Panamá en la década de los 90 se comenzaron a producir los primeros espacios de este tipo de contenido. Uno de los primeros fue "ENTRE NOSOTROS" que conducía la periodista Maribel Cuervo de Paredes en las pantallas de TVN Canal 2. Fue emitido entre 1991 y 1992 todas las tardes. Se trataba una gran variedad de temas que iban desde maltrato doméstico, apariciones de la virgen, y todo tipo de contenidos que afectaran a la sociedad. A pesar de ser bastante popular sale del aire por diferencias entre la periodista Cuervo y el canal.
Luego se siguieron produciendo programas de entrevistas pero no diarios. TVN produjo por casi una década el programa "JUVENTUD" bajo la conducción del periodista Ricardo Samaniego. El formato era el típico programa de entrevistas sobre temas generales y entrevistas a artistas tanto nacionales como internacionales. La variante era que su conductor Ricardo no hacia las preguntas ni cuestionaba a sus invitados sino el público que asistía a las diferentes emisiones, que estaba conformado por jóvenes, se invitaban a universidades y escuelas para participar. En ocasiones especiales el programa se transmitió totalmente en vivo en exteriores desde barrios de la capital o ciudades del interior del país. También su transmisión no fue diaria. Solamente se transmitía una vez al mes. Sale del aire en 1999 cuando su presentador Samaniego fue encontrado muerto en su apartamento. Nunca se aclararon las causas de su muerte, se presume suicidio. Fue una de las noticias más impactantes de 1,999 en el país.
En 1996 Telemetro lanza al aire el popular programa "DE MUJERES". Era también un programa de entrevistas que tocaba temas variados. A pesar del título se trataba todo tipo de temas que interesaban tanto a mujeres como a hombres. Fue conducido en sus inicios por las presentadoras: Estela Villarreal, Minghtoy Giro, Lucy Molinar y Cibeles de Freitas. Luego en una segunda etapa se queda solamente Estella Villarreal y entra a acompañarla el periodista Carlos Arosemena. Es aquí en donde se le cambia el nombre a “DE MUJERES Y DE TODO”. Con el paso de los años llegó a conducir el programa la reconocida periodista Jenya Nenzen, y en su última etapa la presentadora Karen Chalmers y en su último año se integró junto a Karen el periodista Ángel Sierra. El programa se mantuvo al aire hasta el año 2004. Su emisión solo fue semanal y en el 2004 se convirtió a una edición mensual.
En 1997 TVN saca para competir contra “DE MUJERES” el programa ¿QUÈ OPINAS? Este formato permaneció al aire hasta el año 2000. Su emisión fue también semanal, y lo presentó la periodista Lucy Molinar al abandonar su competencia en Telemetro. Fue un programa bastante polémico por los temas que se abordaban y los fuertes debates que se daban. El título del programa facilitaba que se abordaran todos los temas tanto de actualidad política, sociedad y familia
Con la salida del aire en Telemetro del programa “DE MUJERES” en el 2004, se dejaron de producir programas de entrevistas en el país. No fue hasta el 10 de mayo del 2010 cuando sale al aire la emisión llamada "EN DIRECTO CON KAREN" conducido por la expresentadora de "DE MUJERES": Karen Chalmers, quien hasta entonces era copresentadora de la revista matutina: "TU MAÑANA". El programa se transmitía en vivo a las 4:00 de la tarde, para luego ser cambiado de horario a las 11:00 de la mañana también en vivo. Con la llegada del 2011 se deja de producir y "EN DIRECTO CON KAREN" se transforma en un segmento de "TU MAÑANA" regresando Karen a la edición matinal.

### República Dominicana
La República Dominicana es el país con más programas del formato.
Teleantillas canal 2:
"Bien de Bien" con Luis Manuel Aguiló.
Canal 4RD:
Confabulaciones con Alfonso Quiñones.
Antena 7:
"Noche de Luz" con Luz García.
"Aqui se Habla Español" con Daniel Sarcos.
Color Visión canal 9:
"Es temprano todavía" con Jochy Santos.
"Con Jatnna" con Jatnna Tavarez.
"Esta Noche Mariasela" con Mariasela Álvarez.
"Énfasis" con Iván Ruiz.
"Protagonistas" con Ivana Gavrilovic.
Telesistema canal 11:
"Mujeres al borde" con Ingrid Gómez.
Telecentro canal 13:
"Conectados" con Elianta Quintero.
Digital 15:
"Mil Historias" con Judith Leclerc.
Canal 25:
"Así es Raul Grisanty" con Raúl Grisanty.
Teleuniverso canal 29:
"Francisco muy diferente" con Francisco Vásquez.
"Brenda" con Brenda Sánchez.
"Zona Trending" con Ashley Franco.
CDN Canal 37:
"Siendo Honestos" con Katherine Hernández.

### Uruguay
En 2008, la conductora uruguaya Victoria Rodríguez empezó a conducir Esta boca es mía, un programa de debates sobre temas y casos de actualidad nacional e internacional, con un destacado panel de figuras conocidas en el país y una tribuna en vivo. El programa se mantiene en la actualidad y transita su 6.ª temporada.

### Venezuela
En Venezuela, se han estrenado varios programas de entrevistas, tales como ¿Cuál es la solución?, Mujeres con historias y Hombres también, todas ellas producciones del canal Venevisión, canal que ha producido programas similares para Univisión en los Estados Unidos, como ¿Quien tiene la razón?, 'Casos de familia, Marta Susana y veredicto final los cuales son trasmitido por Venevisión Plus.
Luego, Televen lanza el 14 de febrero el programa de entrevistas Se ha dicho a las 18:00 conducido por Mónica Fernández.